# Kodeks z Synopy
Kodeks z Synopy, łac. Codex Sinopensis (Gregory-Aland no. O albo 023; Soden ε 21), nazywany także Ewangelią z Synopy – fragment ilustrowanego rękopisu greckiego Nowego Testamentu. Nazwa pochodzi od miejsca odkrycia. Paleograficznie datowany jest na VI wiek. Jest jednym z purpurowych kodeksów Nowego Testamentu. Większość kart rękopisu zaginęła. Tekst rękopisu nie jest wysoko ceniony przez krytyków tekstu, przez co rzadko jest cytowany w krytycznych wydaniach greckiego Nowego Testamentu. Przechowywany jest we Francuskiej Bibliotece Narodowej w Paryżu.

## Opis
Według rekonstrukcji oryginalny kodeks zawierał 144 karty, ułożone w 13 foliałach. Do naszych czasów zachowały się 44 pergaminowe karty o wymiarach 30 na 25 cm. Tekst pisany jest jedną kolumną na stronę, 15-16 linii w kolumnie, 18-19 liter w linii. Pergamin został nasączony purpurą, tekst pisany jest złotem. Nomina sacra (imiona święte) pisane są skrótami, stosuje się też ligatury.
Tekst zawiera fragmenty rozdziałów 7; 11; od 13 do 24 Ewangelii Mateusza: 7,7-22; 11,5-12; 13,7-47; 13,54-14,4.13-20; 15,11-16,18; 17,2-24; 18,4-30; 19,3-10.17-25; 20,9-21,5; 21,12-22,7.15-14; 22,32-23,35; 24,3-12.
Kodeks z Synopy jest jednym z najstarszych ilustrowanych kodeksów zawierających tekst Nowego Testamentu. Autor ilustracji najczęściej umieszczał je na dole stronicy wtapiając w tekst. Miniatury ilustrują wydarzenia z Ewangelii takie jak cudowne rozmnożenie chleba czy przypowieść o nieurodzajnej fidze. Postacie na ilustracjach mają małe rozmiary, lecz ich głowy są nieproporcjonalnie duże, co pozwoliło przedstawić indywidualne rysy każdej twarzy. Choć sylwetki postaci nie mają wyraźnie oznaczonych konturów, to artysta wiele uwagi poświęcił szczegółom takim jak oczy, w których wyodrębnił źrenice. Sylwetki są zarysowane światłocieniem, nie zaznaczono też linii podłoża, na którym stoją. Kolory są łamane, złoto oddano kolorem żółtym, tło ilustracji jest jednobarwne, przez co ilustracje nie mają perspektywy.

## Tekst
Według Streetera rękopis reprezentuje cezarejską tradycję tekstualną. Według Metzgera jest trzeciorzędnym świadkiem tekstu cezarejskiego. Obecność elementu cezarejskiego potwierdził David C. Parker.
Kurt Aland nadał mu następujący profil tekstualny: 91 41/2 02 3s (profil Alanda dotyczy tylko tych miejsc, w których najczęściej zachodzą różnice pomiędzy najważniejszymi tradycjami tekstualnymi). To znaczy, że według Alanda tekst rękopisu reprezentuje bizantyńską tradycję tekstualną w 9 miejscach profilowych; 4 razy jest zgodny zarówno z bizantyńską tradycją, jak i oryginalnym tekstem; 0 razy wspiera tekst oryginalny przeciwko bizantyńskiemu, ponadto zawiera 3 niezależnych i szczególnych wariantów (Sonderlesarten). W oparciu o ten profil Aland zaklasyfikował tekst rękopisu do V kategorii, co oznacza, że rękopis reprezentuje tekst bizantyński.
Cronin porównując warianty tekstowe z purpurowymi kodeksami Petropolitanus purpureus (022) oraz Ewangeliami z Rossano (042) doszedł do wniosku, że Kodeks z Synopy najbardziej wiernie oddaje tekst wspólnego archetypu. A unikalne warianty kodeksu wyróżniające go na tle pozostałych purpurowych kodeksów mają niewielką wagę dla krytyki tekstu.

## Historia kodeksu
Miejsce powstania kodeksu jest nieznane, przypuszcza się jednak, że kodeks powstał w Syrii lub Mezopotamii. Dawniej sądzono, że powstał w Azji Mniejszej, ponieważ powstanie purpurowych kodeksów 022 oraz 042 wiązano z Azją Mniejszą. Według Cronina 023 powstał w Konstantynopolu lub zachodniej części Azji Mniejszej. Paleografowie datują go zwykle na VI wiek.
W 1899 roku na bazarze w Synopie nad Morzem Czarnym francuski oficer Jean de la Taille kupił 43 pergaminowe karty kodeksu, które rok później sprzedał Francuskiej Bibliotece Narodowej w Paryżu. Po badaniach okazało się, że są to fragmenty luksusowego antycznego kodeksu spisanego na purpurowym pergaminie złotą grecką uncjałą. Karty te przechowywane są po dziś dzień we Francuskiej Bibliotece Narodowej, w „Département des Manuscrits”, w kolekcji „Supplement Grec” (numer katalogowy 1286).
Jedna karta pochodząca z tego samego kodeksu została przypadkowo nabyta w Mariupolu nad Morzem Azowskim przez D.W. Ajnałowa, rosyjskiego historyka sztuki. Kartę tę Ajnałow ofiarował miejscowemu gimnazjum. Nigdy nie miała numeru katalogowego. Karta ta zaginęła, nieznane jest miejsce jej obecnego przechowywania.
Tekst rękopisu skolacjonowany został przez Omonta w 1901 roku. W 1939 roku William Hatch opublikował fotograficzne faksymile kodeksu. Faksymile opublikował również Guglielmo Cavallo. Na listę rękopisów Nowego Testamentu wciągnął go Gregory. Początkowo był oznaczany przy pomocy siglum ה, Gregory w 1908 nadał mu siglum O oraz 023.
W roku 2000 kodeks wysłany został do Biblioteki Watykańskiej w związku z ekspozycją „I Vangeli dei Popoli” (Ewangelie ludzi), zorganizowanej w związku z jubileuszem 2000 lat chrześcijaństwa.
Jest cytowany w krytycznych wydaniach Novum Testamentum Graece przeznaczonych dla tłumaczy (UBS3 oraz UBS4). Rzadko był cytowany w 26 wydaniu Nestle-Alanda (NA26). W NA27 oraz NA28 w ogóle nie jest cytowany.